# Bufo proboscideus
Bufo proboscideus là một loài cóc Nam Mỹ trong họ Bufonidae. Chúng được tìm thấy ở Brasil, Colombia, Ecuador, và Peru. Các môi trường sống tự nhiên của chúng là các khu rừng ẩm ướt đất thấp nhiệt đới hoặc cận nhiệt đới và đầm nước ngọt có nước theo mùa. Loài này đang bị đe dọa do mất nơi sống.

## Hình ảnh

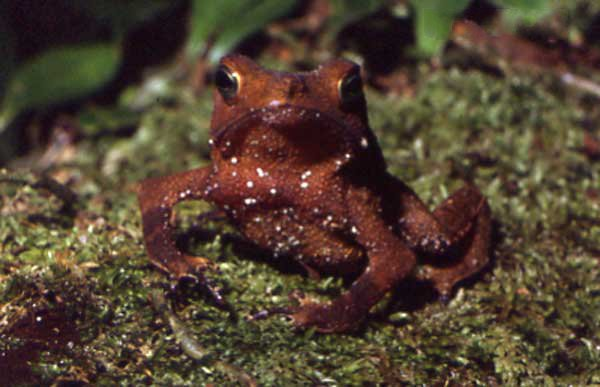